# Théo Schely
Théo Schely (Annecy, 6 settembre 1999) è un fondista francese.

## Biografia
Originario di Manigod e attivo dal dicembre del 2015, Schely ha esordito in Coppa del Mondo il 30 gennaio 2021 a Falun in una 15 km (56º) e ai Campionati mondiali a Planica 2023, dove si è classificato 9º nella 50 km; non ha preso parte a rassegne olimpiche.

## Palmarès

### Coppa del Mondo
- Miglior piazzamento in classifica generale: 36º nel 2024